# 零玩家遊戲
零玩家遊戲（英語：zero-player game）是由无意识玩家所进行的游戏。
在电脑游戏中，这个词是指玩家为使用人工智能的程序，而不是真正的人类。
此外，有些策略和棋牌游戏可以让程序的AI自动代理，也可以说是零玩家模式的游戏。

## 类型
有各种不同类型的游戏可以被视为「零玩家」。

### 由初始状态决定
一个由其初始状态决定的、不需要人类进一步输入的游戏被认为是一个零玩家游戏。
由初始条件决定的细胞自动机游戏，包括生命游戏，也叫细胞自动机，就是一个典型的零玩家游戏，当人类输入一个初始参数后，游戏就会根据规则自动进行下去，并不再接受任何参数' 

### AI vs AI游戏
在电脑游戏中，该术语指的是使用人工智能而不是人类玩家的程序，例如，一些格斗游戏和即时战略游戏可以进入零人模式，多个AI之间可以互相对战。人类在设计人工智能并赋予其足够的技能来玩好游戏方面可能会有挑战，但游戏的实际演化过程中没有人类的干预。